# Jelcz 120MB
Jelcz 120MB – autobus miejski o układzie drzwi 2-2-2 wyprodukowany przez Zakłady Samochodowe Jelcz SA w roku 1996. Zmianą w stosunku do standardowego Jelcza 120M jest zastosowanie silnika Mercedes-Benz typu OM447hLA o mocy maksymalnej 250KM. Jedyny egzemplarz w 1996 roku został zakupiony przez PKS Będzin i eksploatowany do 2006 roku.